# Заповедник Зелирия
Заповедник Зелирия (англ. Zeliria Sanctuary) — компьютерная игра в жанре визуальной новеллы с элементами эроге, разработанная и изданная командой Salangan Games. Выход демо состоялся в ноябре 2017 для PC и апреле 2018 для телефонов под управлением Android, а 6 января 2019 полная версия игры стала доступна на платформе цифровой дистрибуции Steam. 7 июня 2019 выпущено бесплатное DLC — Rise of Pumpkins, а позже еще одно DLC - Isle's Memories. Позже 5 июля 2019 года была выпущена мобильная версия игры.

## Сюжет и геймплей
Молодой спецназовец Макс, уставший от однообразных командировок и длительных казарменных будней между ними, получает предложение от командования — принять участие в испытании телепортера. Увы, рисковый эксперимент проваливается — Макс оказывается на другой планете без шанса вернуться домой. Он попадает на планету Зелирия, бывший Саланган, где и развиваются события.
Геймплей типичен для визуальных новелл. Статичная картинка, поверх которой находится окно с текстом. Игрок читает текст и делает выборы, направляя сюжет в нужное русло. В Steam из игры удалены или зацензурены все эротические изображения. Цензура снимается с помощью патча, который также доступен в Steam.

## Саундтрек и озвучка
В игре использованы композиции российской дарквейв группы Otto Dix. Заглавной темой стала песня «Звезда» группы АнДем. Музыка доступна в виде отдельного DLC.

## Разработка
Разработка игры началась в июле 2017. Через полгода разработчики анонсировали сбор средств на платформах planeta.ru и indiegogo.com.
Первая демо-версия была представлена на фестивале Хиган в Минске.
Игра использует бесплатный движок Ren'Py с открытым исходным кодом.